# Comarca de la Corunya
La Comarca de la Corunya (en gallec i oficialment A Coruña) és una comarca de Galícia situada a la província de la Corunya. Limita al nord amb el Mar Cantàbric, amb la comarca de Betanzos a l'est, amb Bergantiños a l'oest, i amb la comarca d'Ordes al sud. En formen part els municipis de:
- Abegondo
- Arteixo
- Bergondo
- Cambre
- Carral
- La Corunya
- Culleredo
- Oleiros
- Sada

## Evolució de la població
| Municipi   | 1991    | 1996    | 2001    | 2006    |
| ---------- | ------- | ------- | ------- | ------- |
| Abegondo   | 5.466   | 5.467   | 5.694   | 5.773   |
| Arteixo    | 17.931  | 20.898  | 22.709  | 26.739  |
| Bergondo   | 5.392   | 5.732   | 6.179   | 6.539   |
| Cambre     | 12.330  | 14.972  | 18.691  | 22.092  |
| Carral     | 5.229   | 5.184   | 5.282   | 5.579   |
| La Corunya | 246.953 | 243.785 | 239.434 | 243.320 |
| Culleredo  | 14.631  | 18.513  | 22.076  | 26.547  |
| Oleiros    | 18.480  | 23.057  | 26.886  | 31.264  |
| Sada       | 8.935   | 9.997   | 11.351  | 13.134  |
| Total      | 335.347 | 347.605 | 358.302 | 380.987 |